# 马索利诺
帕尼卡莱的马索利诺（Masolino da Panicale，约1383年—约1447年），本名托马索·迪·克里斯托福罗·菲尼（Tommaso di Cristoforo Fini），是一位意大利画家。他最著名的作品可能是他与马萨乔合作的“圣母子与圣亚纳”(Madonna with Child and St. Anne，1424) 以及布兰卡契小堂的壁画 (1424–1428).

## 生平
马索利诺（“小汤姆”）可能出生于佛罗伦萨附近的帕尼卡莱。他可能在1403到1407年在佛罗伦萨担任洛伦佐·吉贝尔蒂的助手。1423年， 他加入佛罗伦萨医生和麻醉师行会（Arte dei Medici e Speziali），其中包括独立的画家分会。他可能是第一位在1420年代创作油画的艺术家，而不是像之前所认为的那样，是揚·范艾克在1430年代创作油画。 他花了许多年来旅行，包括从1425年9月到1427年7月的匈牙利之行，得到了雇佣军队长奥佐拉的皮波的赞助。1420年，他被回到罗马的教宗瑪定五世（原名奧多內·科隆納）选中，为圣母大殿里他的家族小堂画祭坛画。后来又被布兰达·卡斯蒂廖内枢机选中，画罗马拉特朗圣格肋孟圣殿的圣加大肋纳小堂。在此期间，他与年轻的同事马萨乔合作，绘制佛罗伦萨圣母圣衣圣殿的布兰卡契小堂的壁画，在整个十五世纪，这些壁画深受其他艺术家的喜爱。1433-4年，他在罗马的奥西尼宫画了300位著名历史人物，还在托迪工作过。1435年后，他在奥洛纳堡度过晚年，为布兰达·卡斯蒂廖内枢机工作。

## 中心消失点
马索利诺可能是第一位使用中心消失点的画家，见其1423年的画作“圣彼得治愈跛子和大比大（多加）复活”。

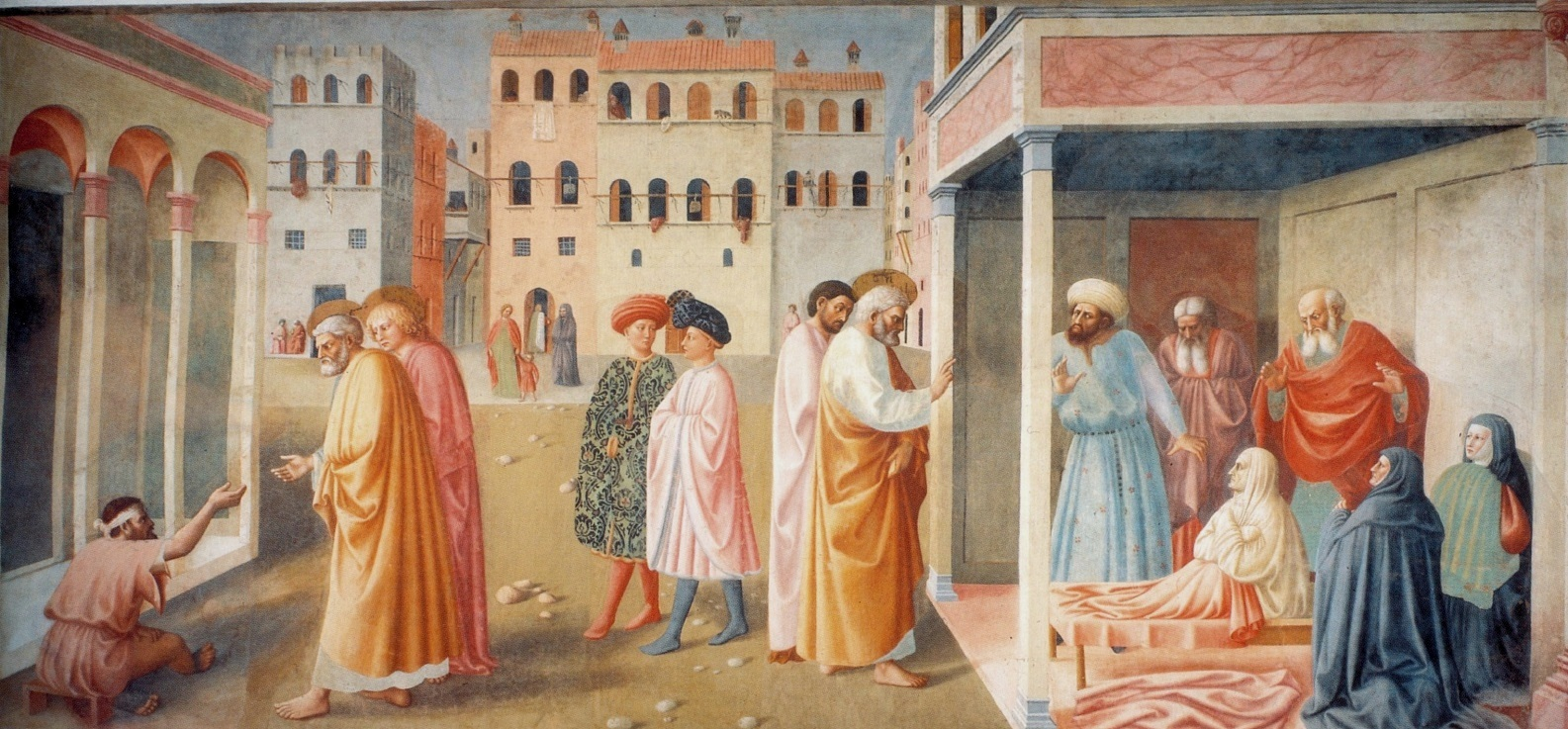
《聖彼得治癒跛子和大比大（多加）復活》，布兰卡契小堂

## 作品
完成作品

那不勒斯：

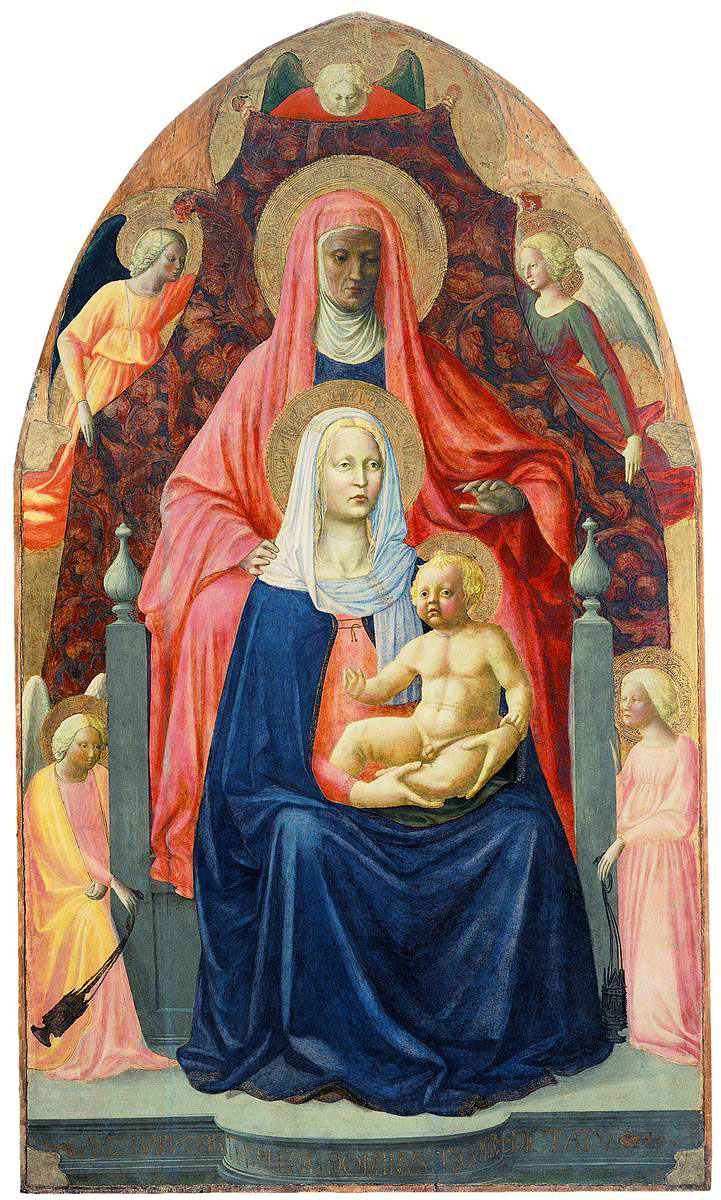
Madonna and Child, Saint Anne and the Angels

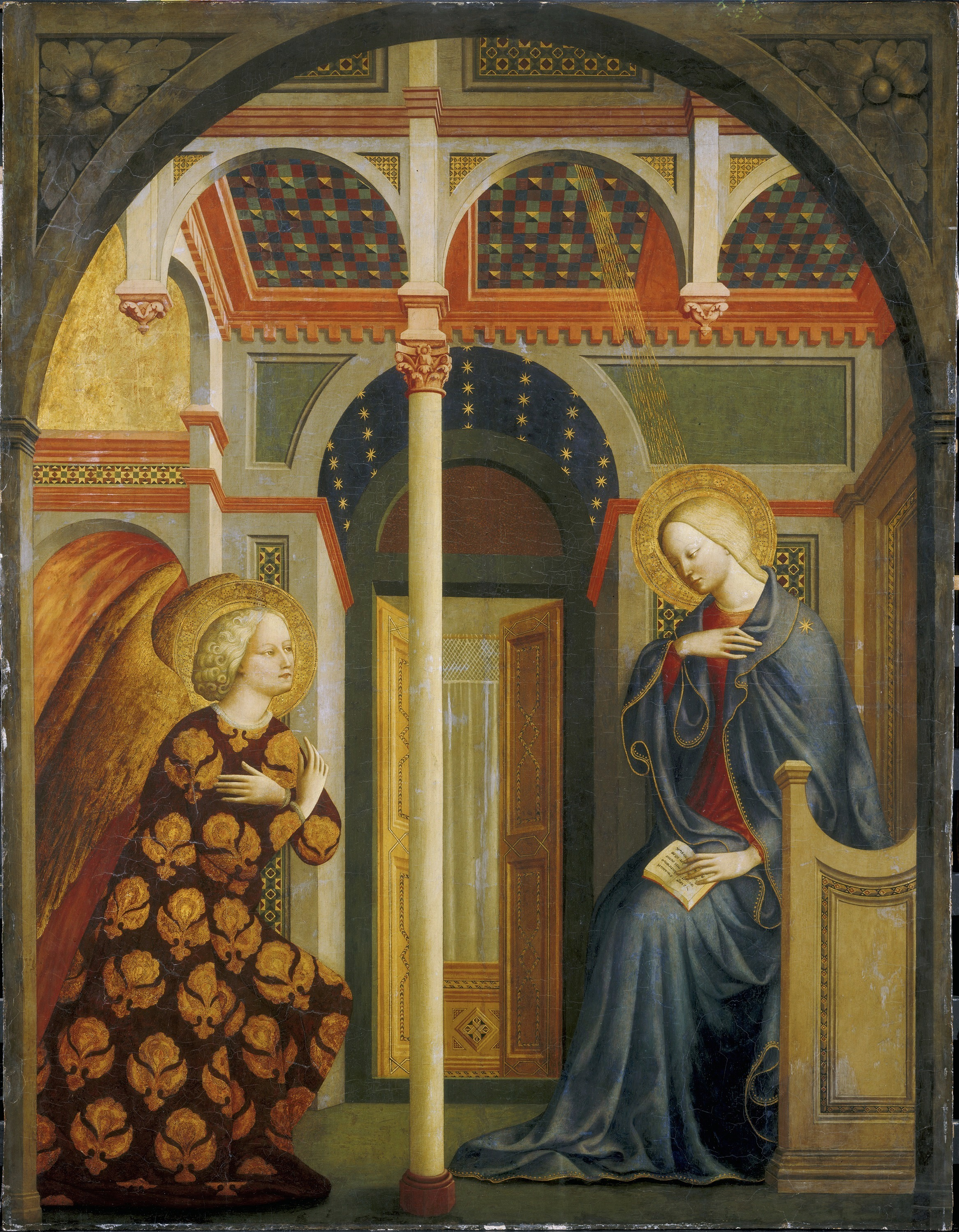
The Annunciation, National Gallery of Art

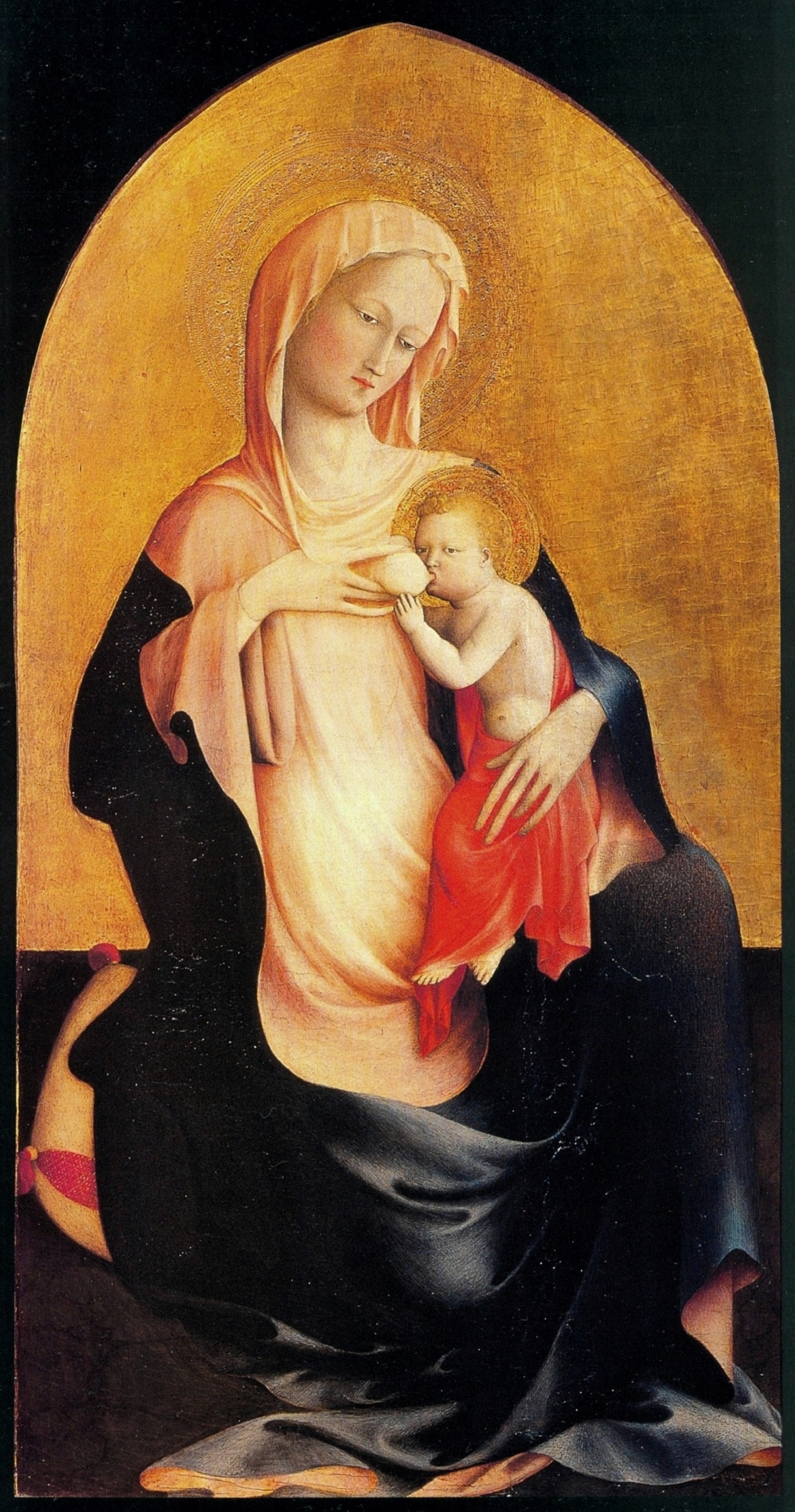
Madonna dell'Umiltà c. 1423, 蛋彩画，佛罗伦萨乌菲兹美术馆

- Miracle of the Snow, 三联画，布兰达·卡斯蒂廖内枢机为圣母大殿订制，约1423年，國立卡波迪蒙特博物館

佛罗伦萨：
- 布兰卡契小堂：系列壁画，与马萨乔合作，1424年
- Madonna and Child, Saint Anne and the Angels, 与马萨乔合作，蛋彩画，1424, 佛罗伦萨乌菲兹美术馆
- Madonna dell'Umiltà, 蛋彩画，1430–35年，乌菲兹

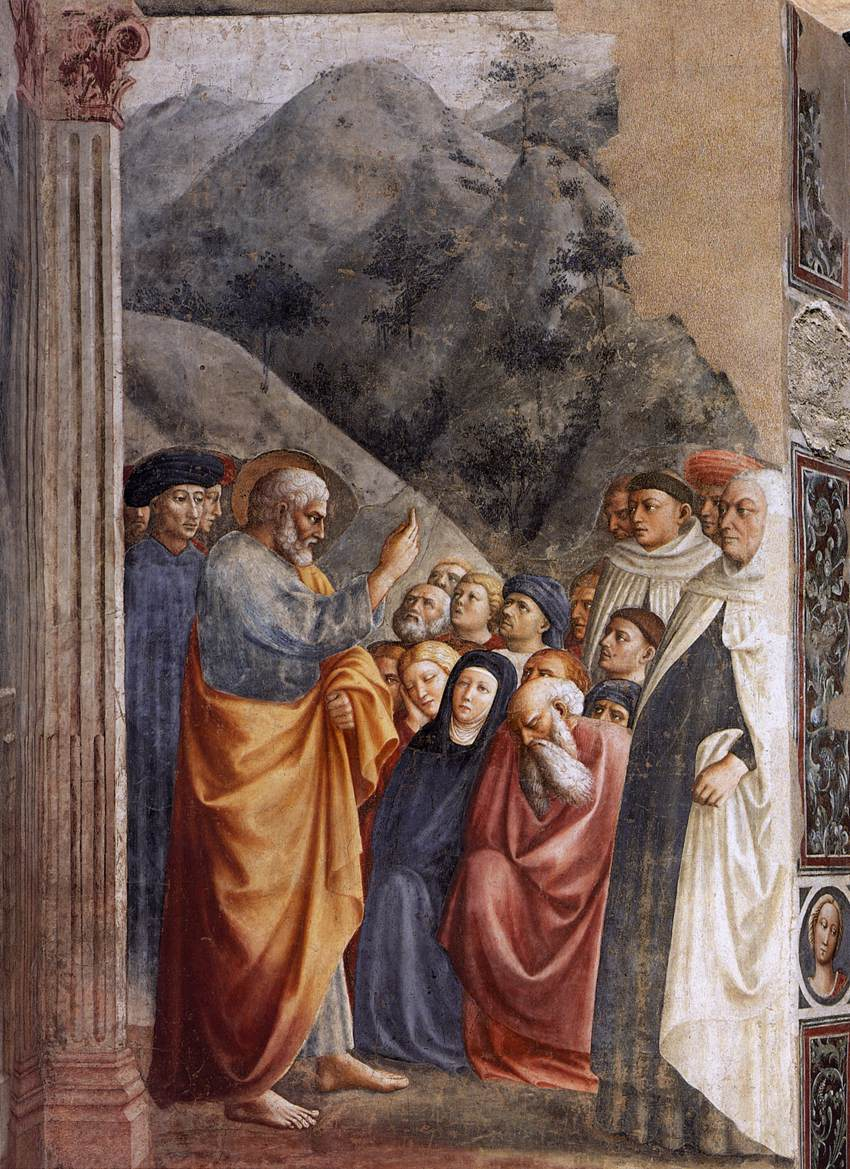
伯多禄讲道
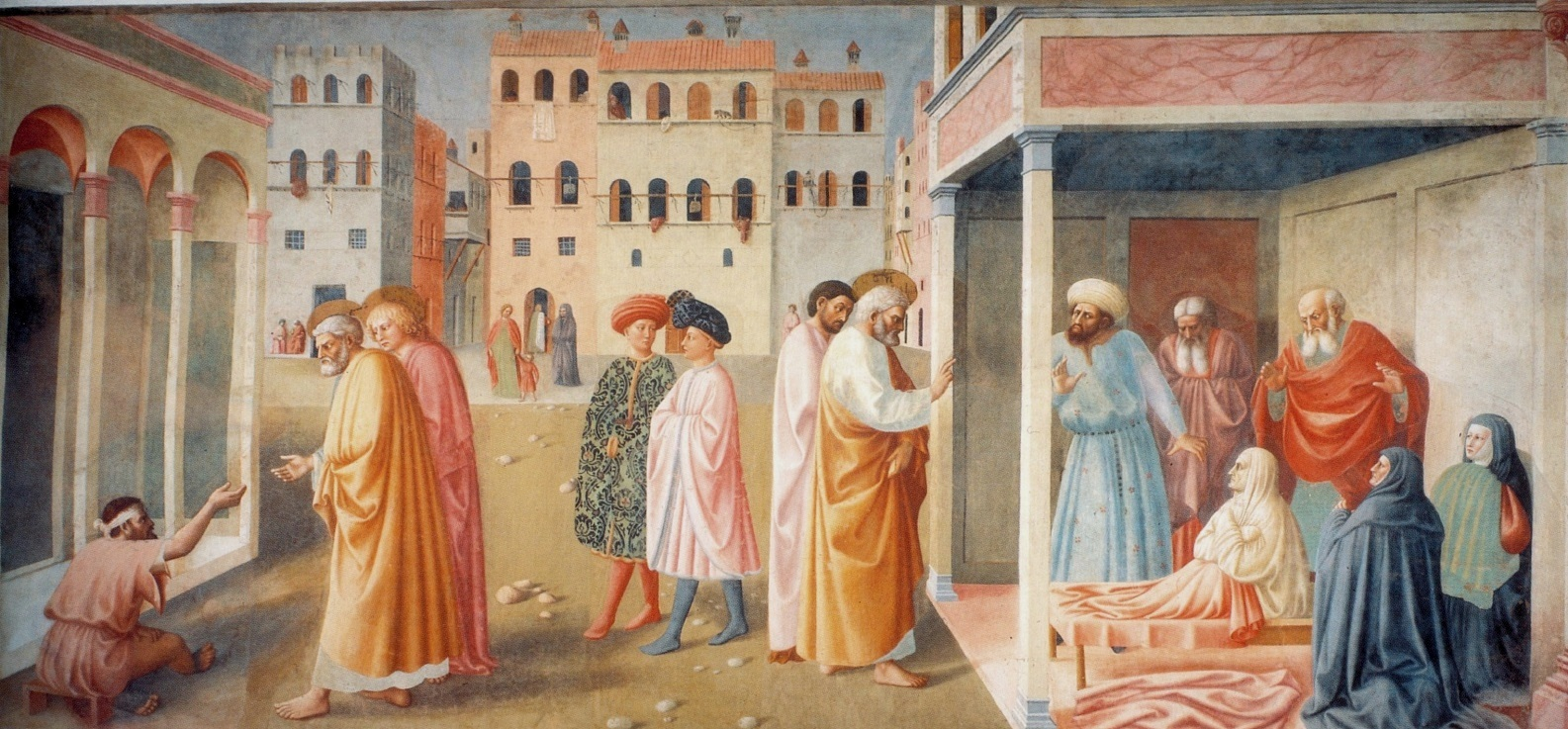
伯多禄治愈跛子和大比大（多加）复活
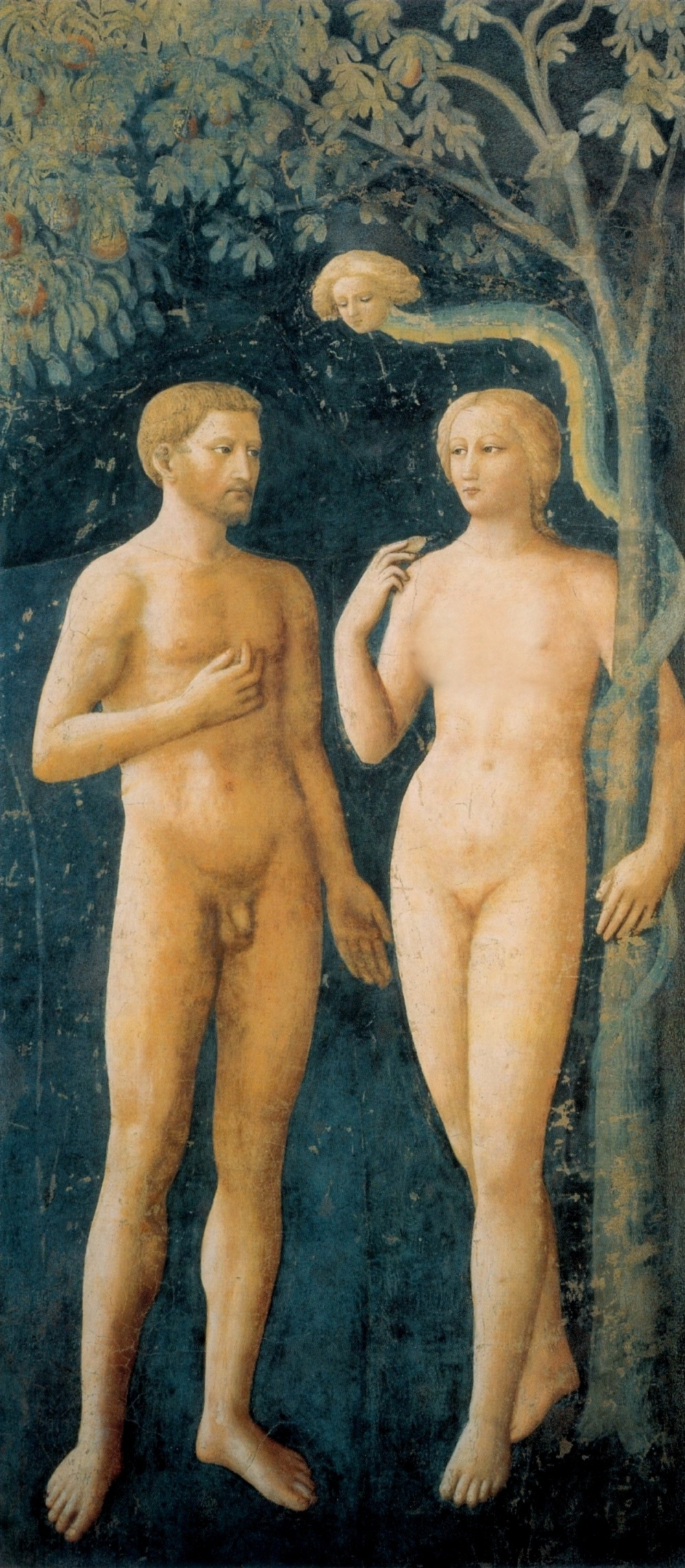
《原罪》

恩波利:
- Cristo in Pietà, 壁画，1424, 恩波利, Collegiata di Sant'Andrea博物馆
- Saint Ivo and the Pupils, 壁画，1424, 恩波利，圣斯德望堂
- “圣母子”，壁画，1424年，恩波利，圣斯德望堂

罗马：
- 壁画 Life of St Catherine of Alexandria ，由布兰达·卡斯蒂廖内枢机订制，拉特朗圣格肋孟圣殿圣体小堂, 1428.
- 壁画 Annunciation ，拉特朗圣格肋孟圣殿圣体小堂, 1428.
- 壁画 St Christopher ，拉特朗圣格肋孟圣殿圣体小堂, 1428.
- “圣母之死”、“钉十字架”，壁画，梵蒂冈博物馆

瓦雷泽省奥洛纳堡, 赞助人是布兰达·卡斯蒂廖内枢机:
- “匈牙利风景”，布兰达·卡斯蒂廖内宫殿
- Story of the Virgin (1435) ， Collegiata.
- 壁画 “圣若翰洗者的生平” (1435)，奥洛纳堡洗礼堂

德国：
- Madonna and Child,蛋彩画，慕尼黑老绘画陈列馆.
- Madonna and Child (1423), 蛋彩画，不来梅艺术馆（Kunsthalle Bremen）

法国：
- Scenes from the Legend of Saint Julian the Hospitaller, 蛋彩画, 21 x 39 cm,蒙托邦安格尔博物馆（Musée Ingres）

美国：
- The Annunciation (1425–1430) ，148 x 115 cm, 国家美术馆 (华盛顿)
- The Archangel Gabriel和The Virgin Annunciate, 约1430年, 蛋彩画, 国家美术馆 (华盛顿)

零散作品
- 祭坛画，中心是 The Ascension，罗马圣母大殿, 约1427-28年，由马萨乔开始，由马索利诺在他死后完成：Saints John the Evangelist(?) and Martin of Tours （页面存档备份，存于）, Saints Paul and Peter （页面存档备份，存于）, 费城艺术博物馆;
- Pope Gregory the Great (?) and Saint Matthias, 国家美术馆 (伦敦);
- The Ascension[永久] 那不勒斯國立卡波迪蒙特博物館